# 繆天瑞
繆天瑞（1908年—2009年8月31日），男，浙江瑞安人，中國音樂學家、音樂教育家、音樂翻譯家、音樂編輯家，中国现代律学奠基人。被譽為“中國音樂期刊之父”。其著作《律學》一書對律學學科現代化與科學化貢獻卓著。

## 生平
1926年上海藝術專科師範學校音樂科畢業，任福建省立音樂專科學校教授。
1934年由臺灣省交響樂團首任團長蔡繼琨邀請擔任編譯室主任、副團長兼《樂學》雙月刊主編。
1947年參與創辦的《樂學》雙月刊為臺灣第一本音樂專門刊物。
1949年後，任中央音樂學院副院長，《人民音樂》雜誌首任主編，天津音樂學院第一任院長。
2001年獲中國音樂家協會首屆金鐘獎·終身榮譽獎。主持編纂《中國音樂詞典》、《中國大百科全書‧音樂舞蹈卷》、《音樂百科詞典》。
2009年8月31日在北京逝世。